# هنري دي ديكين
هنري ن. ج. دي ديكين (3 أغسطس 1907 – 12 فبراير 1960) لاعب كرة قدم بلجيكي راحل كان يجيد اللعب في خط الدفاع .
لعب أغلب مسيرته الرياضية لصالح نادي أنتويرب كما شارك مع منتخب بلجيكا في بطولة كأس العالم 1930 ولعب مباراة واحدة أمام منتخب يوغوسلافيا التي انتهت بالخسارة 0-1 .

## روابط خارجية
- هنري دي ديكين على موقع الاتحاد الدولي (مؤرشف)  (الإنجليزية)
- هنري دي ديكين على موقع الاتحاد البلجيكي (الإنجليزية)
- هنري دي ديكين على موقع قاعدة بيانات كرة القدم.إي يو (الإنجليزية)
- هنري دي ديكين على موقع ناشيونال فوتبول تيمز (الإنجليزية)
- هنري دي ديكين على موقع Soccerway.com (الإنجليزية)
- هنري دي ديكين على موقع عالم كرة القدم.نت (الإنجليزية)
- هنري دي ديكين على موقع أوليمبيديا (الإنجليزية)